# Cobras e Escadas
Cobras e Escadas é um jogo de tabuleiro para dois ou mais jogadores considerado hoje um clássico mundial. O jogo teve origem na Índia antiga como Moksha Patam e foi levado para o Reino Unido na década de 1890. Ele é jogado em um tabuleiro de jogo com quadrados numerados. Várias "escadas" e "cobras" estão representadas no tabuleiro, cada uma conectando dois quadrados específicos do tabuleiro. O objetivo do jogo é levar a peça do jogo, de acordo com o lançamento do dado, do início (quadrado inferior) até o final (quadrado superior), com a ajuda de escadas, mas com o impedimento de cobras que caem.
O jogo é uma corrida simples baseada em pura sorte e é popular entre as crianças pequenas. A versão histórica tinha suas raízes em lições de moral, nas quais a progressão do jogador no tabuleiro representava uma jornada de vida complicada por virtudes (escadas) e vícios (cobras). O jogo também é vendido com outros nomes, como Escorregadores e Escadas, com tema de moralidade, que foi lançado pela Milton Bradley Company a partir de 1943.

## Equipamento
O tamanho do tabuleiro varia, mas é mais comum em quadrados de 8×8, 10×10 ou 12×12. Os tabuleiros têm cobras e escadas que começam e terminam em quadrados diferentes; ambos os fatores afetam a duração do jogo. Cada jogador é representado por uma peça de jogo distinta. Um único dado é rolado para determinar o movimento aleatório da ficha de um jogador na forma tradicional de jogo; dois dados podem ser usados em um jogo mais curto.

## História
O jogo Cobras e Escadas surgiu na Índia como parte de uma família de jogos de tabuleiro de dados que incluía o gyan chauper (ludo) e o pachisi. O jogo chegou à Inglaterra e foi vendido como "Snakes and Ladders" (Cobras e Escadas), e depois o conceito básico foi introduzido nos Estados Unidos como Chutes and Ladders (Escorregadores e Escadas).
O jogo era popular na Índia antiga com o nome de Moksha Patam. Ele também era associado à filosofia hindu tradicional que contrastava karma e kama, ou seja, destino e desejo. Ele enfatizava o destino, em oposição a jogos como o pachisi, que enfocava a vida como uma mistura de habilidade (livre arbítrio) e sorte. Os ideais subjacentes do jogo inspiraram uma versão introduzida na Inglaterra vitoriana em 1892. O jogo também foi interpretado e usado como uma ferramenta para ensinar os efeitos das boas e más ações. O tabuleiro era coberto com imagens simbólicas usadas na Índia antiga, com o topo apresentando deuses, anjos e seres majestosos, enquanto o restante do tabuleiro era coberto com imagens de animais, flores e pessoas. As escadas representavam virtudes como generosidade, fé e humildade, enquanto as cobras representavam vícios como luxúria, raiva, assassinato e roubo. A lição de moral do jogo era que uma pessoa pode alcançar a libertação (Moksha) fazendo o bem, ao passo que, se fizer o mal, sua reencarnação será em formas inferiores de vida. O número de escadas era menor do que o número de cobras como um lembrete de que o caminho do bem é muito mais difícil de trilhar do que o caminho dos pecados. Presumivelmente, alcançar o último quadrado (número 100) representava a conquista de Moksha (libertação espiritual).

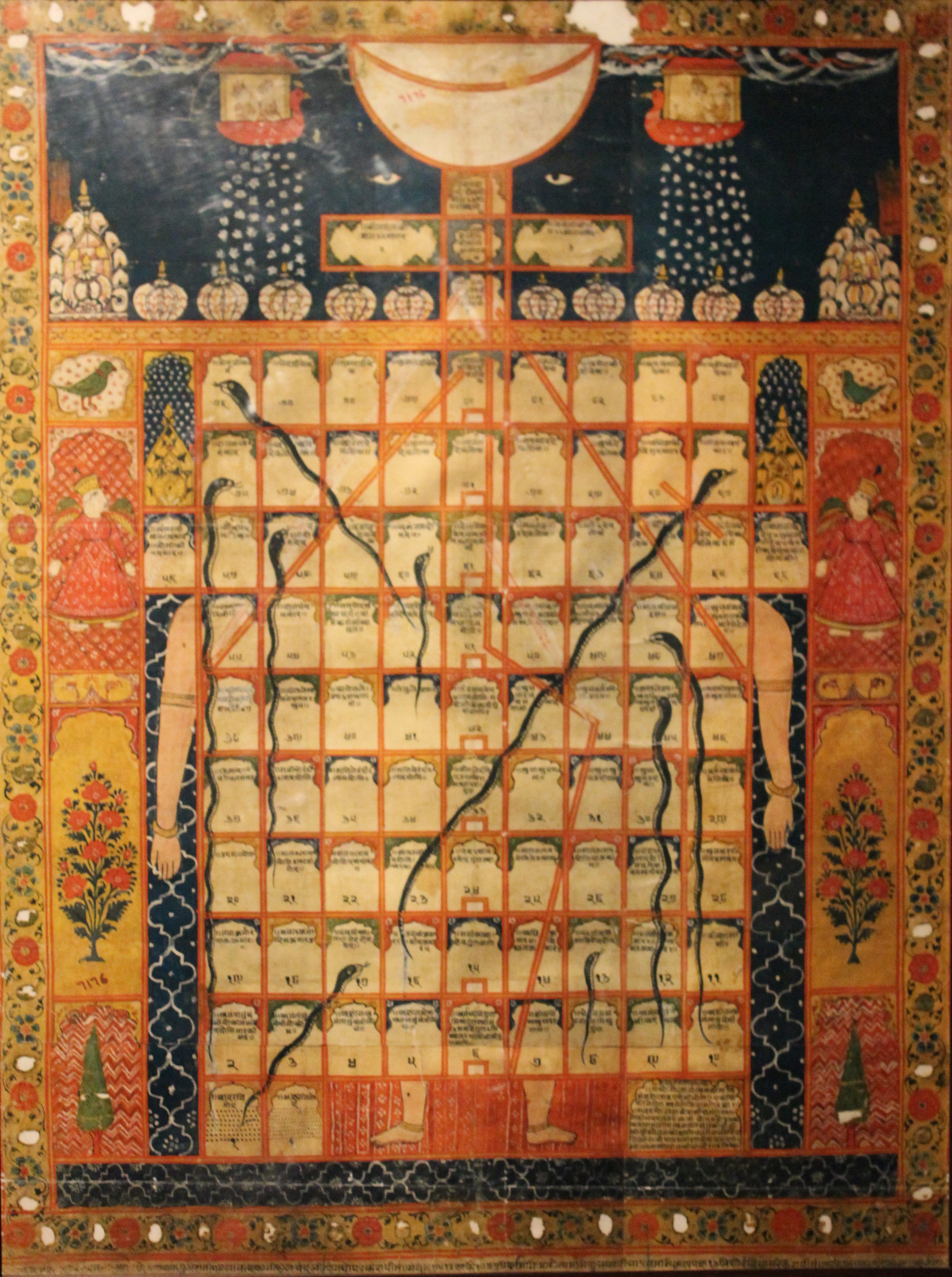
Gyan chaupar (versão jainista do jogo), Museu Nacional, Nova Delhi

Gyan chauper, ou jnan chauper, (jogo da sabedoria), a versão associada à filosofia jainista, englobava conceitos como karma e Moksha.
Uma versão popular no mundo muçulmano é conhecida como shatranj al-'urafa e existe em várias versões na Índia, no Irã e na Turquia. Nessa versão, baseada na filosofia sufi, o jogo representa a busca do dervixe em deixar para trás as armadilhas da vida mundana e alcançar a união com Deus.
Quando o jogo foi levado para a Inglaterra, as virtudes e os vícios indianos foram substituídos pelos ingleses na esperança de refletir melhor as doutrinas vitorianas de moralidade. Os quadrados da realização, da graça e do sucesso eram acessíveis por escadas de parcimônia, penitência e indústria, e as serpentes da indulgência, desobediência e indolência faziam com que a pessoa acabasse em doença, desgraça e pobreza. Enquanto a versão indiana do jogo tinha mais cobras do que escadas, a versão inglesa era mais tolerante, pois continha números iguais de cada uma delas.
A associação da versão britânica de Cobras e Escadas com a Índia e o gyan chauper começou com o retorno das famílias coloniais da Índia durante o Raj britânico. A decoração e a arte dos primeiros tabuleiros ingleses do século XX refletem essa relação. Na década de 1940, restaram poucas referências à cultura indiana, devido às demandas econômicas da guerra e ao colapso do domínio britânico na Índia. Embora o senso de moralidade do jogo tenha perdurado ao longo das gerações, as alusões físicas ao pensamento religioso e filosófico no jogo, conforme apresentado nos modelos indianos, parecem ter desaparecido. Há até mesmo evidências de uma possível versão budista do jogo existente na Índia durante o período Pala-Sena.
Em Andhra Pradesh, esse jogo é popularmente chamado de Vaikunthapali ou Paramapada Sopana Patam (a escada para a salvação) em telugo. Em hindi, esse jogo é chamado de Saanp aur Seedhi, Saanp Seedhi e Mokshapat. Em Tâmil Nadu, o jogo é chamado de Parama padam e é frequentemente jogado por devotos do deus hindu Vishnu durante o festival Vaikuntha Ekadashi para ficarem acordados durante a noite. Nas regiões de língua bengali, Bengala Ocidental na Índia e Bangladesh, é conhecido como Shap Shiri ou Shapludu, respectivamente.
No jogo original, os quadrados de virtude são: Fé (12), Confiabilidade (51), Generosidade (57), Conhecimento (76) e Ascetismo (78). Os quadrados do vício ou do mal são: Desobediência (41), Vaidade (44), Vulgaridade (49), Roubo (52), Mentira (58), Embriaguez (62), Dívida (69), Assassinato (73), Raiva (84), Ganância (92), Orgulho (95) e Luxúria (99).

## Jogabilidade
Cada jogador começa com uma peça na casa inicial (geralmente a casa "1" no canto inferior esquerdo ou, simplesmente, na borda do tabuleiro ao lado da casa "1"). Os jogadores se revezam rolando um único dado para mover sua peça pelo número de casas indicado pelo dado rolado. As peças seguem uma rota fixa marcada no tabuleiro de jogo, que geralmente segue uma trilha de bustrofédon da parte inferior até a parte superior da área de jogo, passando uma vez por cada quadrado. Se, ao concluir um movimento, a peça de um jogador cair na extremidade de menor número de uma "escada", o jogador moverá a peça para a casa de maior número da escada. Se a peça do jogador cair na casa de número mais alto de uma "cobra" (ou calha), o jogador moverá a peça para a casa de número mais baixo da cobra.
Se for tirado um 6, o jogador, depois de se mover, rola novamente o dado para jogar outra vez; caso contrário, o jogo passa a vez para o próximo jogador. O jogador que for o primeiro a levar sua peça até a última casa da trilha é o vencedor.

### Variações
Existem variantes em que o jogador deve rolar o número exato para alcançar o quadrado final. Dependendo da variação, se o número rolado pelo dado for muito alto, a peça permanece no lugar ou sai da casa final e volta novamente. (Por exemplo, se um jogador que precisa de um 3 para vencer rolar um 5, a ficha avança três casas e volta duas casas). Em determinadas circunstâncias (como um jogador que tira um 5 quando é necessário um 1 para vencer), um jogador pode acabar mais longe da casa final depois de sua jogada do que antes dela.
Em vários lares indianos atuais, há uma regra popular que diz: "No início do jogo, cada jogador deve lançar um 1 na sua vez para começar a avançar". Isso possivelmente tem relação com o antigo provérbio "toda jornada começa com um único passo".
No livro Winning Ways, os autores propõem uma variante que eles chamam de Adders-and-Ladders que, ao contrário do jogo original, envolve habilidade. Em vez de peças para cada jogador, há um estoque de peças indistinguíveis compartilhadas por todos os jogadores. A ilustração tem cinco peças (e um tabuleiro de 5x5). Não há dados para rolar; em vez disso, o jogador escolhe qualquer peça e a move de um a quatro espaços. Quem mover a última ficha para o espaço inicial (ou seja, o último número) vence.

## Edições especiais
A edição mais conhecida de Cobras e Escadas nos Estados Unidos é Chutes and Ladders (Escorregadores e Escadas), lançada pela Milton Bradley Company em 1943. O cenário de parque infantil foi utilizado para substituir as cobras, que, na época, não eram apreciadas pelas crianças. É jogado em um tabuleiro de 10x10, e os jogadores avançam suas peças de acordo com um botão giratório em vez de um dado. O tema do design do tabuleiro é o equipamento de parques infantis, mostrando crianças subindo escadas e descendo escorregadores.
A arte no tabuleiro ensina lições de moral: os quadrados na parte inferior das escadas mostram uma criança fazendo uma ação boa ou sensata e, no topo da escada, há uma imagem da criança desfrutando da recompensa; os quadrados na parte superior dos escorregadores mostram crianças envolvidas em comportamentos travessos e, na parte inferior do escorregador, a imagem mostra as crianças sofrendo as consequências.
As crianças negras foram retratadas no jogo da Milton Bradley Company pela primeira vez em 1974. Houve muitas versões do jogo na cultura popular, com gráficos que apresentavam personagens da televisão infantil, como Dora, a Aventureira e Vila Sésamo. Ele foi comercializado como "O clássico jogo de subir e descer para crianças em idade pré-escolar". Em 1999, a Hasbro lançou o Chutes and Ladders (Escorregadores e Escadas) para computadores.
No Canadá, o jogo é tradicionalmente vendido como Snakes and Ladders (Cobras e Escadas) e é produzido pela Canada Games Company. Várias versões específicas do Canadá foram produzidas ao longo dos anos, incluindo uma versão com trenós em vez de cobras.
Uma das primeiras versões britânicas do jogo mostra o caminho de um menino e uma menina percorrendo uma ferrovia e um sistema de trens de desenho animado.
No início da década de 1990, na África do Sul, versões do jogo Escorregadores e Escadas feitos de papelão foram distribuídos no verso de caixas de ovos como parte de uma promoção.
Embora o conceito de virtudes contra vícios e o espiritualismo oriental relacionado não sejam muito enfatizados nas versões modernas do jogo, o mecanismo central de Cobras e Escadas o torna uma ferramenta eficaz para ensinar crianças sobre vários assuntos. Em duas escolas indonésias distintas, a implementação do jogo nas aulas de inglês da quinta série não apenas melhorou o vocabulário dos alunos, mas também estimulou o interesse e o entusiasmo deles pelo processo de aprendizagem. Pesquisadores da Carnegie Mellon University descobriram que crianças em idade pré-escolar de baixa renda que jogaram uma hora de jogos de tabuleiro numéricos, como Cobras e Escadas, igualaram o desempenho acadêmico de seus colegas de classe média, demonstrando melhorias na contagem e no reconhecimento de formas numéricas. Uma versão do jogo inspirada na ecologia também foi usada para ensinar alunos e professores sobre mudanças climáticas e sustentabilidade ambiental.
Meyer et al. (2020) exploraram a base do jogo Escorregadores e Escadas com um projeto de jogo livre e adaptável. Isso se refere, por um lado, à pedagogia sistêmica do jogo. Os jogadores e os educadores desenvolvem o jogo do zero e definem as regras. O segundo elemento do projeto Monza é a matematização. Ao longo de vários anos, professores e alunos abstraem as experiências do jogo na linguagem da matemática.

## Aspectos matemáticos do jogo

A probabilidade cumulativa de terminar um jogo de Cobras e Escadas no turno N

Qualquer versão do jogo Cobras e Escadas pode ser representada exatamente como uma cadeia de Markov, uma vez que, a partir de qualquer casa, as chances de se mover para qualquer outra casa são fixas e independentes de qualquer histórico de jogo anterior. A versão da Milton Bradley Company tem 100 quadrados, com 19 escorregadores e escadas. Um jogador precisará de uma média de 39,2 giros para se mover do ponto inicial, que está fora do tabuleiro, até o quadrado 100. Espera-se que um jogo para dois jogadores termine em 47,76 jogadas, com 50,9% de chance de vitória para o primeiro jogador. Esses cálculos se baseiam em uma variante em que o lançamento de um 6 não leva a um lançamento adicional; e em que o jogador deve lançar o número exato para alcançar o quadrado 100 e, se ultrapassar esse número, seu contador não se moverá.

## Na cultura popular
- A expressão "voltar à estaca zero" teve origem no jogo Cobras e Escadas, ou pelo menos foi influenciada por ele - o registro mais antigo da frase refere-se ao jogo: "Além disso, ele tem o problema de manter o interesse do leitor, que está sempre voltando à estaca zero em uma espécie de jogo intelectual, como Cobras e Escadas."[25][26]

- O jogo é uma metáfora central do livro Os Filhos da Meia-Noite, de Salman Rushdie. O narrador descreve o jogo da seguinte forma:

Todos os jogos têm moral; e o jogo Cobras e Escadas captura, como nenhuma outra atividade pode esperar fazer, a verdade eterna de que, para cada escada que você espera subir, uma cobra está esperando na esquina, e para cada cobra uma escada compensará. Mas é mais do que isso; não é um mero caso de cenoura e pau, porque implícito no jogo está a imutável dualidade das coisas, a dualidade de cima contra baixo, o bem contra o mal; a racionalidade sólida das escadas equilibra as sinuosidades ocultas da serpente; na oposição da escada e da cobra podemos ver, metaforicamente, todas as oposições concebíveis, Alfa contra Ômega, pai contra mãe.
- Snakes & Lattes é uma rede de cafeterias de jogos de tabuleiro com sede em Toronto, Canadá, cujo nome vem de "Snakes and Ladders" (Cobras e Escadas).[28]

- No episódio de Abby Hatcher "Game Time with Mo and Bo", Mo e Bo jogam Cobras e Escadas em um tablet em um hotel. Enquanto jogam, eles andam de um lado para o outro, sem saber que estão causando problemas no hotel. Com as instruções de Abby, eles usam seus corpos para simular cobras e escadas e ajudar as pessoas.[29]

- Snakes and Ladders é um álbum de 1980 do cantor e compositor escocês Gerry Rafferty.

- Snakes 'n' Ladders é um álbum de 1989 da banda escocesa de hard rock Nazareth.

- Um filme egípcio de 2001, Elsellem wel te'ban (A Escada e a Cobra), que leva o nome do jogo, sobre os percalços no relacionamento de um jovem divorciado e paquerador que se apaixona.[30]

- Em Bob Esponja Calça Quadrada, o episódio "Sailor Mouth" apresenta um jogo de tabuleiro chamado Enguias e Escadas Rolantes, claramente baseado em Cobras e Escadas, mas no qual, em vez de cobras, há enguias. Uma versão da vida real foi lançada em novembro de 2021.

- Em Charlie e Lola, no episódio "I've Won, No I've Won, No I've Won, No I've Won", Cobras e Escadas é apresentado como um dos jogos jogados pelos personagens.